# Paramblyops globorostris
Paramblyops globorostris är en kräftdjursart som beskrevs av Yakov Avadievich Birstein och Tchindonova 1970. Paramblyops globorostris ingår i släktet Paramblyops och familjen Mysidae. Inga underarter finns listade i Catalogue of Life.